# پارک ملی دریایی خلیج دونقناب و جزیره مکوار
پارک ملی دریایی خلیج دونقناب و جزیره مکوار یا پارک ملی دریایی خلیج دونگناب و جزیره مکوار یک پارک ملی در خلیجی در ساحل سودان در دریای سرخ است که در ۱۲۵ کیلومتری شمال بندر سودان واقع شده است. این ذخیره‌گاه شامل انواع صخره‌های مرجانی، مانگروهای ساحلی، علفزارهای دریایی، سواحل و جزایر است. در این دو منطقه گروهی از پرندگان، پستانداران دریایی، کوسه‌ها، سفره‌ماهی دیو و لاک‌پشت‌ها زندگی می‌کنند. همچنین جمعیتی از فیل دریایی در خلیج جزیره دونگناب زندگی می‌کنند.